# Irmandade Nazonalista Galega de Buenos Aires
La Irmandade Nazonalista Galega de Buenos Aires (Hermandad Nacionalista Gallega de Buenos Aires) fue una asociación galleguista de Buenos Aires (Argentina). Fue fundada en agosto de 1923 por Eduardo Blanco Amor y Ramiro Illa Couto, vinculada a la Irmandade Nazonalista Galega. Su órgano de expresión era Terra, del que salieron cinco números, todos monolingües en gallego.
En 1924 tras el comienzo de la dictadura de Primo de Rivera, la asociación se parte en dos, Blanco Amor y sus partidarios marchan a la Federación de Sociedades Gallegas, mientras que el otro sector, encabezado por Manuel Oliveira, Moisés da Presa, López Pasarón y Lino Pérez refundan la Irmandade en 1925, con A Fouce como órgano de expresión, con un carácter marcadamente independentista.
En 1927 la Irmandade se convierte en una asociación cultural con el nombre de Sociedade d'Arte Pondal (posteriormente conocida como Sociedade Nazonalista Pondal).
- Datos: Q3398158